# Escoubleau

Die Familie Escoubleau ist seit dem 13. Jahrhundert dokumentiert. Ihr Name bezieht sich auf das Lehen Escoubleau bei Mauléon (früher Châtillon-sur-Sèvre) im Poitou.
Die Familie spaltete sich im 15. Jahrhundert in die Linien Sourdis und Alluyes auf, die im 18. bzw. 19. Jahrhundert erloschen.
Die wichtigsten Familienmitglieder sind:
- François d’Escoubleau de Sourdis (1574–1628), Erzbischof von Bordeaux
- Henri d’Escoubleau de Sourdis (1593–1645), Admiral und Erzbischof von Bordeaux
- Henri d’Escoubleau, Comte de Monluc († 1712), französischer General

## Stammliste

### Erste Generationen
1. Hanfroy d’Escoubleau, 1224 bezeugt, Seigneur d’Escoubleau; ⚭ Marguerite de Messer, 1224 bezeugt
  1. Pierre (I.), 1285 bezeugt, Seigneur d’Escourbleau et de Sourdis
    1. Guillaume, Chevalier, Seigneur de Sourdis; ⚭ Isabelle/Isabeau d’Elite
      1. Pierre (II.), 1351 bezeugt, Seigneur de Sourdis; ⚭ Jeanne Bouquin, Tochter von Jean Bouquin, Ecuyer, Sieur de La Borderie
        1. Léonnet, 1419/39 bezeugt, Chevalier, Seigneur de Sourdis et de La Borderie; ⚭ Étiennette d’Oiron
          1. Maurice († vor 1472), Chevalier, Seigneur de Sourdis, de Beauchesne et de La Borderie; ⚭ Guillemette Foucher, Tochter von Antoine Foucher, Chevalier, Seigneur de Thémines, und Marguerite de Châteaubriand
            1. Jean († 1494), Chevalier, Seigneur de Sourdis; ⚭ (1) 1485 Françoise Buor, Tochter von Jean Buor und Jeanne Fresneau; ⚭ (2) 1491 Catherine Tusseau – Nachkommen: die Linie Sourdis, siehe unten
            2. Étienne, Chevalier, Seigneur de Mauzé-Thouarsais et de Retournières; ⚭ 1492 Jeanne de Tusseau (* 1470), Tochter von Guillaume de Tusseau und Renée Rousset – Nachkommen: die Linie Alluyes, siehe unten

          2. Mauricette; ⚭ Louis Simon

        2. Marie; ⚭ NN, Sieur de Maumusson

      2. Philippotte; ⚭ Guillaume Rorthais
      3. Guillemette; ⚭ Jean de la Faye
      4. Perronette; ⚭ Geoffroy Petit, Ecuyer, Seigneur de La Guerche

### Die Linie Sourdis
1. Jean (I.) († 1494), Chevalier, Seigneur de Sourdis; ⚭ (1) 1485 Françoise Buor, Tochter von Jean Buor und Jeanne Fresneau; ⚭ (2) 1491 Catherine Tusseau – Vorfahren siehe oben
  1. (1) Jean (II.) († um 1527), Chevalier, Seigneur de Sourdis; ⚭ 1511 Françoise Brye(-Serrrant)
    1. Renée († vor 1547); ⚭ René d’Aubigné, Ècuyer, Seigneur de La Touche, La Jousselinière et La Roche-Barathon († nach 1572), Sohn von Hervé d’Aubigné und Catherine de Saint-Flaive
    2. François, Chevalier, Seigneur de Sourdis; ⚭ 1549 Marguerite de Melun, Dame de Courtry, Erbtochter von Louis de Melun, Chevalier, Seigneur de Bignon et de La Chapelle-Bertrand im Poitou, und Catherine de Roarthais
      1. René (I.) († 1600), Seigneur, Baron et Marquis de Sourdis, La Chapelle-Bertrand, Courtry et Massoris-en-Brie, Gouverneur von Melun; ⚭ 1581 Anne de Rostaing († 1637), Tochter von Tristan, Marquis de Rostaing, und Françoise Robertet, sie heiratete 1605 in zweiter Ehe Jacques de La Veue de Montagnac
        1. Tristan (alias Laurent), geistlich im Couvent Sainte-Croix de La Bretonnerie in Paris
        2. René (II.) († 1661), Chevalier, Seigneur et Marquis de Sourdis; ⚭ Charlotte de Barbezières, Tochter von Louis de Barbezières, Chevalier, Seigneur de Nogelet, und Jeanne de Jousserant
          1. René Charles († 1701), Chevalier, Marquis de Sourdis, Seigneur de Courtry; ⚭ 1688 Marguerite de Villevault
            1. René Charles († ledig 1716)
            2. René Louis († nach 1757), Chevalier, Marquis de Sourdis, Seigneur d’Escoubleau; ⚭ 1724 Madeleine Elisabeth Potier († 1735)
              1. Marguerite (* 1725)
              2. René Alexandre (* 1734), Chevalier, Comte, dann Marquis de Sourdis, Seigneur de Courtry et d’Escoubleau; ⚭ 1766 Marie Françoise Beudet (* 1743)
              3. Antoine René (* 1767; † 1849), Chevalier, Marquis de Sourdis; ⚭ (1) 1784 Augustine Olympe Sophie de Béziade d’Avaray (* 1765; † 1809), Tochter von Claude Antoine de Béziade, 2. Duc d’Avaray, und Angelique Adélaide Sophie de Mailly; ⚭ (2) Eleonora de Botta (* 1785; † 1881)
                1. (1) Ange François Théophile (* 1789; † nach 1822), Marquis de Sourdis, 1815 Maréchal de camp; ⚭ 1821 Thérèse Elisabeth Crignon (* 1803; † 1871), Tochter von Anselme Crignon und Marie Elisabeth Vourgères
                2. (2) Line Marie Augustine (* 1822; † 1892), letzte Angehörige der Familie; ⚭ 1847 Pierre Alexandre Mathelat de Bourbévelle (* 1788; † 1869) Comte de Bourbévelle de Sourdis

            3. René Paul († jung)

          2. Pierre (†ledig), genannt Chevalier de Sourdis
          3. Charlotte († 1704); ⚭ 1662 Jacques Bernard Sauvestre, Chevalier, Comte de Clisson, Grand Sénéchal de Poitou († 1686)

        3. Georges († ledig)
        4. Jacques-René (I.) († 1650), Seigneur de Courtry, Comte de Sourdis, Ritter im Orden vom Heiligen Geist, Admiral; ⚭ (1) 1625 Anne Gabrielle (alias Marie) Dolé, Dame de Courtevron; ⚭ (2) 1636 Renée Berland de La Gastière, Dame de Rochefort
          1. (1) René († als Kind)
          2. (1) Jacques Hyacinthe (* 1634; † 1689), Lieutenant-général des Armées du Roi; ⚭ 1669 Renée Robin de La Pennerie
            1. Jacques Hyacinthe († 1740), Comte de Sourdis, Seigneur de Landebaudière; ⚭ 1710 Marie de La Brunetière († 1742)
              1. Paul Hyacinthe (* 1711; † 1752)
              2. Marie (* 1713)
              3. Pélagie (* 1714); ⚭ 1739 Pierre René Gibot de La Périnière (* 1684)
              4. Jacques (* 1715; † 1790) Comte de Sourdis, Seigneur du Plessis-Gesté et de La Forest, Comte d’Ardelay et de L’Etenduère, Marquis de Jarzé; ⚭ (1) 1742 Anne Charlotte de Champeaux, Dame du Plessis-Mareil (* 1710; † 1758); ⚭ (2) 1759 Louise Catherine Gibot de La Périnière; ⚭ (3) 1761 Anne Marie Armande des Herbiers de L’Estenduère, Dame de L’Estenduère († nach 1768); ⚭ (4) 1789 Marie Joséphine Thérèse Louise Pépin de Bellisle (* 1765; † 1817)
                1. (1) Anne (* 1746)
                2. (2) Pélagie Louise Renée Marthe; ⚭ 1778 Esprit Armand Baudry d’Asson, Seigneur d’Asson (* 1750; † 1788), Chevalier
                3. (3) Antoinette Caroline Marie Armande (* 1765; † 1801), Dame de L’Etenduère; ⚭ 1785 René Louis Marie Joussebert, Baron du Landreau (* 1752; † 1796)
                4. (4) Marie Anne (* 1790; † 1868); ⚭ 1813 Armand Fortuné de La Charlonnie, Vicomte de La Blotais (* 1777; † 1860)

              5. Marie Madeleine (* 1716)
              6. René Pierre (* 1718)
              7. Marie Anne (* 1721; † 1781), Dame de Landebaudière; ⚭ 1748 Jacques Prosper de Boissy, Chevalier, Seigneur de La Courtaiserie (* 1712; † 1782), Sohn von Jacques Christophe de Boissy und Louise Le Roux de La Roche des Aubiers

            2. Renée Brigitte († 1731); ⚭ 1692 Charles le Lièvre, Seigneur de Vernelle
            3. Marie Anne († 1714); ⚭ 1698 Gabriel Isaac Buor, Seigneur de La Lande-Buor († 1731)
            4. Marie Françoise († 1736); ⚭ 1693 Quentin (François) Pinault, Seigneur de La Joubretière († 1726)
            5. Anne Louise (* 1682; † 1760); ⚭ 1697 Philippe de Lauzon, Baron de La Poupardière et de La Chaboissière (* 1680; † 1765)

          3. (1) Marie († nach 1645); ⚭ 1644 Charles des Herbiers de L’Estenduère
          4. (1) Anne und Madeleine († als Kinder)
          5. (2) Gabrielle Brigitte (* 1637; † 1715); ⚭ (1) 1653 Gilles de La Roche-Saint-André, Seigneur de Ganuchères (* 1621; X 1668); ⚭ (2) 1671 Alexis Charbonneau, Seigneur de L’Echasserie et de Saint-Symphorien

        5. Pierre († nach 1657), Marquis de Sourdis; ⚭ (1) 1629 Antoinette d’Avaugour († 1681), Vicomtesse de Guinguen, Tochter von Charles d’Avaugour und Philippa de Guiguen, Witwe von Pierre de Montbazon († 1622); ⚭ (2) Marie Christine de Crémeaux d’Entraigues
          1. (1) Anne; ⚭ François de Simiane, Marquis de Gordes, Seigneur de Flassans et de Carcès († 1680), Sohn von Guillaume de Simiane, Maquis de Gordes, und Gabrielle de Pontevès
          2. (2) Louis († ledig), Erbe seines Stiefgroßvaters Jacques de La Veue
          3. (2) Madeleine († 1720); ⚭ 1677 Charles Ignace de La Rochefoucauld, Marquis de Roche-Baron († nach 1720), Sohn von Louis de La Rochefoucauld, Comte de Laurat, und Catherine des Serpens
          4. (2) Judith († ledig)

        6. Antoine († als Kind), Seigneur de La Chapelle
        7. Charlotte († nach 1644); ⚭ Charles II. de Maillé, 1. Marquis de Kerman (1612), Comte de Maillé (1626), Baron de La Forest, Seigneur de L’Islette († 1628)

  2. Renée; ⚭ Hervé d’Aubigny

### Die Linie Alluyes
1. Étienne, Chevalier, Seigneur de Sourdis et de Retournières; ⚭ 1492 Jeanne de Tusseau (* 1470), Tochter von Guillaume de Tusseau und Renée Rousset – Vorfahren siehe oben
  1. Jean († 1575), Chevalier, Seigneur de La Chapelle-Bellouin, de Jouy et du Coudray-Montpensier, Mâitre de la Garde-Robe des Königs Franz I.; ⚭ 1528 Antoinette de Brives
    1. Jeanne († nach 1567); ⚭ 1564 Louis de Gaucourt, Seigneur de Cluis, Bouesse et Gournay, Sohn von Charles III. de Gaucourt und Catherine de Chevenon de Bigny
    2. François († 1602), Seigneur de Jouy, d’Auneau, du Plessis, de Launay et de Mondoubleau, Marquis d’Alluyes et de Sourdis, Comte de La Chapelle-Bellouin, Premier Écuyer de la Grande Écurie, 1585 Ritter im Orden vom Heiligen Geist; ⚭ 1572 Isabeau Babou de la Bourdaisière († 1625), Dame d’Alluyes, Tochter von Jean Babou, Seigneur de La Bourdaisière, und Françoise Robertet, Dame de’Alluyes, und Tante von Gabrielle d’Estrées, vermutlich war sie die Mätresse von Philippe Hurault de Cheverny, Kanzler von Frankreich (siehe unten)
      1. François (* 1574; † 1628), Comte de La Chapelle, 1598 Kardinal, 1599 Erzbischof von Bordeaux
      2. Marie (* 1579; † nach 1618); ⚭ (1) Claude du Puy, Seigneur de Vatan; ⚭ (2) 1596 René de Froulay, Comte de Tessé († 1628)
      3. Catherine Marie (* 1580; † 1615), Dame de Cruzy; ⚭ 1597 Charles Henri de Clermont-Tonnerre, Comte de Tonnerre, Marquis de Cruzy (* 1571; † 1640), Sohn von Henri Antoine de Clermont und Diane de La Marck
      4. Madeleine (* 1581; † 1665), Äbtissin von Notre-Dame de Saint-Paul-lès-Beauvais
      5. Virginal (* 1584, † 1602), Marquis d’Alluyes, Comte de La Chapelle; ⚭ Catherine Hurault de Cheverny (* 1583; † 1615), Tochter von Philippe Hurault de Cheverny und Anne de Thou, sie heiratete in zweiter Ehe Antoine d’Aumont, Marquis de Nolay († 1635), Sohn von Jean VI. d’Aumont
      6. Isabelle (* 1586; † nach 1606); ⚭ Louis Hurault, Comte de Limours, Vicomte du Tremblay, Baron d’Huriel (* 1584; † nach 1639), Sohn von Philippe Hurault und Anne de Thou, er heiratete in zweiter Ehe Claire de Bridiers
      7. Charles (* 1588; † 1666), Marquis de Sourdis et d’Alluyes, 1654 Comte de Jouy, Lieutenant-général des Armées du Roi, 1633 Ritter im Orden vom Heiligen Geist, 1635 Gouverneur des Orléanais; ⚭ 1612 Jeanne de Foix-Monluc, Comtesse de Carmain, Princesse de Chabanais, († 1657), Tochter von Adrien de Monluc, Seigneur de Montesquiou-Monluc, und Jeanne de Foix
        1. Adrien François (* 1619; X 1637 bei der Belagerung von Renty), Marquis d’Alluyes
        2. Charles Paul († 1690), Marquis d’Alluyes et de Sourdis, Seigneur de Jouy, 1667 Gouverneur des Orléanais, dann Gouverneur von Bordeaux; ⚭ 1667 Bénigne de Meaux du Fouilloux (* 1648; † 1721), Tochter von Charles de Meaux und Madeleine de Lézignac
        3. Henri († 1712), Comte de Monluc;  ⚭ 1699 Marguerite Le Lièvre († 1720), Tochter von Thomas Le Lièvre, Marquis de La Grange, Premier Président du Grand Conseil, und Anne Faure
        4. Virginal Jean († 1645)
        5. François († 1707), Marquis de Sourdis, Seigneur de Gaujac et d’Estillac, Ritter im Orden vom Heiligen Geist, Lieutenant-général des Armées du Roi, Gouverneur des Orléanais; ⚭ Marie Charlotte de Béziade d’Avaray, Tochter von Théophile de Béziade, Marquis d’Avaray, Seigneur du Tertre et de Létiou, Grand Bailli d’Épée d’Orléans, und Marie des Estangs
          1. Angélique (* 1684; † 1729), Dame de Chabanais; ⚭ 1702 François Gilbert Colbert, Marquis de Saint-Pouange, dann Marquis de Chabanais (* 1676; † 1719), Sohn von Gilbert Colbert und Marie Renée de Berthemet

        6. Isabelle (alias Elisabeth) († 1644); ⚭ 1637 Martin Antoine Coëffier de Ruzé, Marquis d’Effiat (`* 1612; † 1644), Gouverneur du Bourbonnais, Sohn von Antoine Coëffier, genannt Ruzé, Marschall von Frankreich, und Marie (alias Charlotte) de Fourcy
        7. Henriette Jeanne († 1643) und Anne, eine von beiden war Koadjutrix der Abtei Montmartre
        8. Marie Madeleine († 1691), Äbtissin von Grigny, dann von Royaulieu

      8. Henri (* 1594; † 1645), 1623 Bischof von Maillezais, dann Erzbischof von Bordeaux, Philippe Hurault de Cheverny war vermutlich sein Vater

    3. Marie (* 1542; † nach 1579)
    4. Henri (* 1548; † 1615), Bischof von Maillezais
    5. Louis (* 1551), Chevalier, Seigneur de Coudray-Montpensier; ⚭ Sara de Rochefort
      1. Claude, Chevalier, Seigneur de Coudray-Montpensier; ⚭ Charlotte Pot de Fontmorand, Tochter von Charles, Seigneur de Chemault, und Marguerite de La Trémoille, Dame de Fontmorand
        1. François († 1653), Abt von Saint-Laumer de Blois
        2. Henri († 1688), Seigneur de Coudray-Montpensier, Lieutenant-général des Armées du Roi; ⚭ 1665 Madeleine de Malesset († nach 1696), Tochter von Charles de Malesset und Claude de Sabrevois
        3. Marie († nach 1652); ⚭ 1650 Robert de Bouex, Marquis de Villemort, Seigneur de Méré (X 1688)

      2. Anne († 1660) ⚭ 1607 Philippe Jousserand, Chevalier, Seigneur de Londigny, Rouilly et La Bonnardelière († vor 1636)

    6. Louise (* 1553)
    7. Jacqueline; ⚭ René de Bilhac, Seigneur d’Argy

  2. Jacques († 1562), Bischof von Maillezais
  3. Renée; ⚭ Pierre de Pontlevoy, Seigneur de La Mothe